# Championnats d'Europe de patinage de vitesse sur piste courte 2008
Navigation
Édition précédente Édition suivante
Les Championnats d'Europe de patinage de vitesse sur piste courte 2008 se déroulent à Ventspils (Lettonie), du 18 au 20 janvier 2008.

## Podiums

### Hommes
| Épreuves        | Or                                                               | Argent                                                      | Bronze                                                                    |
| --------------- | ---------------------------------------------------------------- | ----------------------------------------------------------- | ------------------------------------------------------------------------- |
| 500 m           | Royaume-Uni Jon Eley                                             | Italie Nicola Rodigari                                      | Allemagne Tyson Heung                                                     |
| 1 000 m         | Pays-Bas Niels Kerstholt                                         | Lettonie Haralds Silovs                                     | Hongrie Gabor Galambos                                                    |
| 1 500 m         | Lettonie Haralds Silovs                                          | Russie Vyacheslav Kurginyan                                 | Russie Rouslan Zakharov                                                   |
| 3 000 m         | Lettonie Haralds Silovs                                          | Italie Nicola Rodigari                                      | Pays-Bas Niels Kerstholt                                                  |
| 5 000 m relais  | Italie Yuri Confortola Fabio Carta Nicola Rodigari Roberto Serra | Grande-Bretagne Jon Eley Paul Stanley Paul Worth Tom Iveson | France Thibaut Fauconnet Stéphane Périer Maxime Chataignier Jérémy Masson |
| Toutes épreuves | Lettonie Haralds Silovs                                          | Pays-Bas Niels Kerstholt                                    | Italie Nicola Rodigari                                                    |

### Femmes
| Épreuves        | Or                                                                               | Argent                                                                            | Bronze                                                             |
| --------------- | -------------------------------------------------------------------------------- | --------------------------------------------------------------------------------- | ------------------------------------------------------------------ |
| 500 m           | Pays-Bas Annita van Doorn                                                        | Hongrie Erika Huszár                                                              | Bulgarie Evgenia Radanova                                          |
| 1 000 m         | Bulgarie Evgenia Radanova                                                        | Italie Arianna Fontana                                                            | Russie Nina Evteeva                                                |
| 1 500 m         | Italie Arianna Fontana                                                           | Russie Nina Evteeva                                                               | Tchéquie Kateřina Novotná                                          |
| 3 000 m         | Italie Arianna Fontana                                                           | Hongrie Erika Huszár                                                              | Russie Nina Evteeva                                                |
| 3 000 m relais  | Grande-Bretagne Sarah Lindsay Elise Christie Joanna Williams Charlotte Gilmartin | Italie Evgenia Radanova Marina Georgieva-Nikolova Daniela Ivanova Gergana Patsova | Allemagne Aika Klein Susanne Rudolph Christin Priebst Tina Grassow |
| Toutes épreuves | Italie Arianna Fontana                                                           | Bulgarie Evgenia Radanova                                                         | Russie Nina Evteeva                                                |

## Tableau des médailles
| Rang | Nation          | Or | Argent | Bronze | Total |
| ---- | --------------- | -- | ------ | ------ | ----- |
| 1    | Italie          | 4  | 3      | 1      | 8     |
| 2    | Lettonie        | 3  | 1      | 0      | 4     |
| 3    | Pays-Bas        | 2  | 1      | 1      | 4     |
| 4    | Grande-Bretagne | 2  | 1      | 0      | 3     |
| 5    | Bulgarie        | 1  | 2      | 1      | 4     |
| 5    | Russie          | 0  | 2      | 4      | 6     |
| 7    | Hongrie         | 0  | 2      | 1      | 3     |
| 8    | Allemagne       | 0  | 0      | 2      | 2     |
| 9    | Tchéquie        | 0  | 0      | 1      | 1     |
| 9    | France          | 0  | 0      | 1      | 1     |